# Pseudobradya oligochaeta
Pseudobradya oligochaeta är en kräftdjursart. Pseudobradya oligochaeta ingår i släktet Pseudobradya och familjen Ectinosomatidae. Inga underarter finns listade i Catalogue of Life.